# Diadegma coleophorarum
Diadegma coleophorarum là một loài tò vò trong họ Ichneumonidae.